# St. Maria Magdalena (Prenzlau)

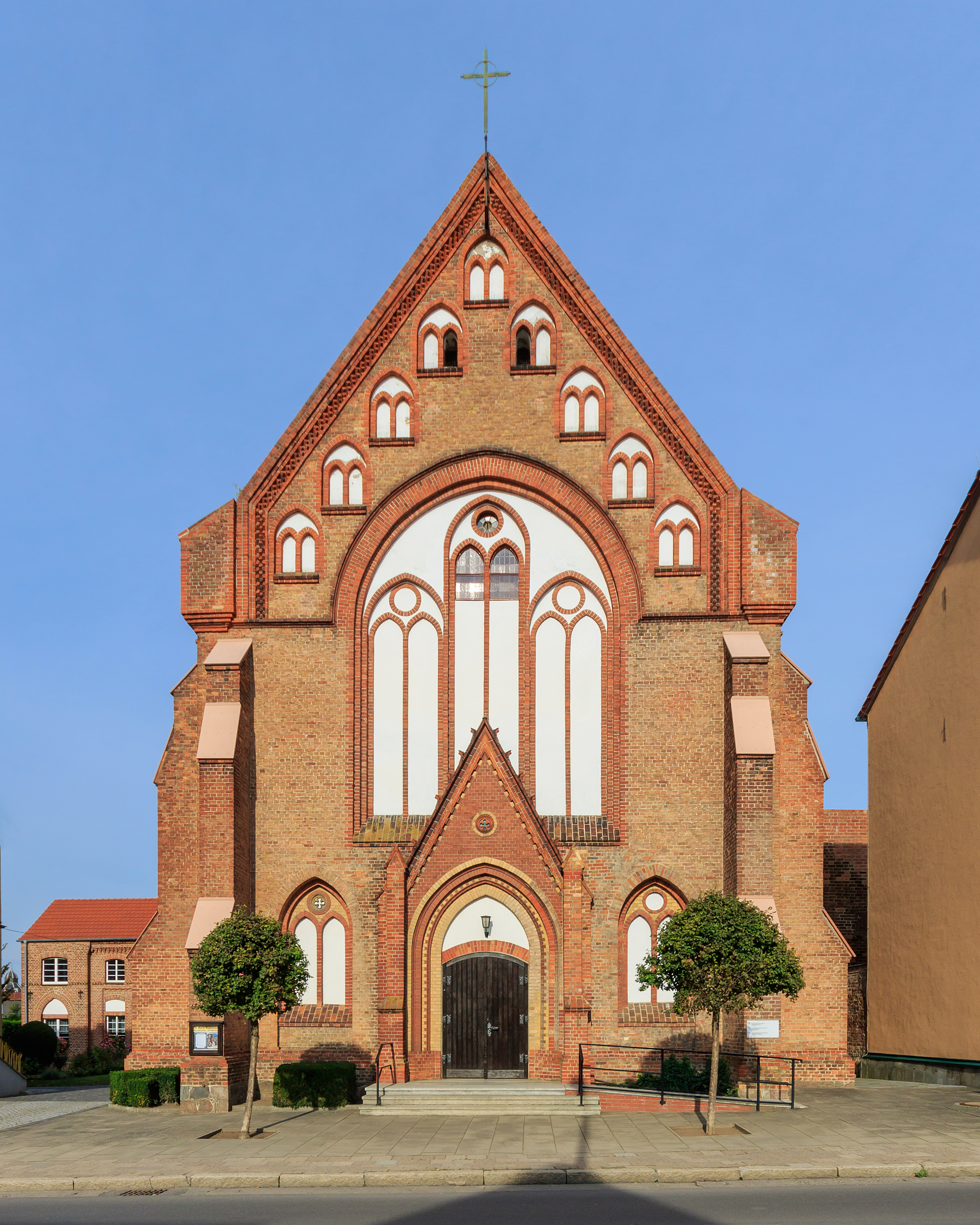
Prenzlau, St. Maria Magdalena

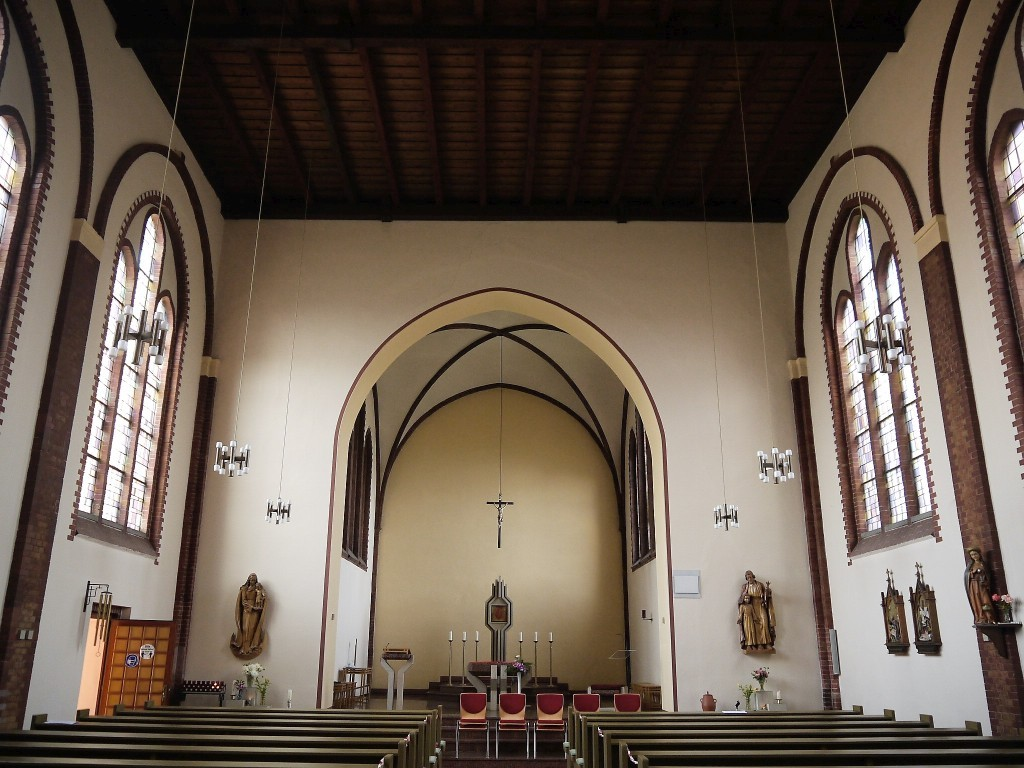
Innenraum (2020)

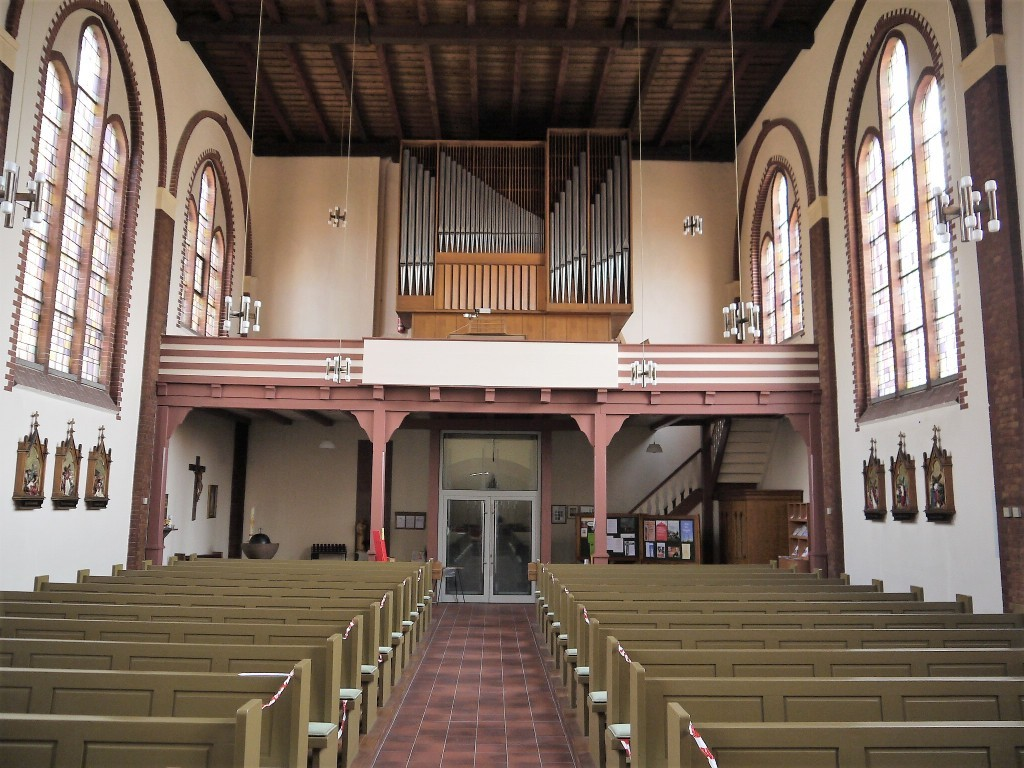
Innenraum, Blick zur Orgel

Die römisch-katholische, denkmalgeschützte Pfarrkirche St. Maria Magdalena steht in Prenzlau, der Kreisstadt des Landkreises Uckermark von Brandenburg. Sie gehört zum Erzbistum Berlin.

## Beschreibung
Die neugotische Saalkirche wurde 1892 aus Backsteinen gebaut. Die im Zweiten Weltkrieg ausgebrannte Kirche wurde 1952 restauriert. Sie besteht aus einem Langhaus mit vier Achsen und einem eingezogenen rechteckigen Chor im Norden. Die Längswände des Langhauses werden von Strebepfeilern gestützt, zwischen denen sich Spitzbogenfenster aus drei Bahnen befinden. Die giebelständige, von Strebepfeilern gestützte Fassade wird beherrscht von der zentralen Blende aus Maßwerk über dem Portal, das mit einem Wimperg bekrönt ist. Seitlich des Portals und im Giebel befinden sich ebenfalls kleine Blenden.
Der Innenraum des Langhauses ist mit einer Flachdecke überspannt, der des Chors mit einem Kreuzrippengewölbe. Beide sind durch einen Chorbogen verbunden. Die Orgel mit 23 Registern auf zwei Manualen und Pedal wurde 1967 von Alexander Schuke Potsdam Orgelbau errichtet.